# Elephantomyia mackerrasi
Elephantomyia mackerrasi är en tvåvingeart som beskrevs av Alexander 1934. Elephantomyia mackerrasi ingår i släktet Elephantomyia och familjen småharkrankar. Inga underarter finns listade i Catalogue of Life.